# Edie Brickell & New Bohemians
Edie Brickell & New Bohemians sono un gruppo folk rock statunitense formatosi in Texas a metà degli anni ottanta. Sono conosciuti soprattutto per il loro successo del 1988, la canzone What I Am tratta dall'album Shooting Rubberbands at the Stars. La combinazione di sonorità rock e folk ha fatto sì che venissero paragonati spesso ai R.E.M., altra band college rock dell'epoca, ed anch'essa proveniente dal sud degli Stati Uniti. Dopo il secondo album, Ghost of a Dog del 1990, la leader, cantante ed autrice del gruppo Edie Brickell ha lasciato il gruppo ed ha sposato il cantautore Paul Simon. Nel 2006 col ritorno dei Brickell la band si è parzialmente riunita, pubblicando l'album Stranger Things.

## Storia
Il batterista Aly, il chitarrista Withrow, ed il percussionista Bush si conobbero come compagni di scuola di un liceo artistico pubblico di Dallas. Lo stesso liceo era frequentato dalla cantante Brickell con cui, tuttavia, la collaborazione e la conoscenza si sarebbe sviluppata solo dopo gli anni della scuola. Houser frequentava invece la Hillcrest High School nella stessa città ed era vicino di casa dei tre musicisti già citati. Era già stato membro di diverse band del posto, tra le quali The Knobs, nella quale conobbe Kenny Withrow, e i Munch Puppy.
I New Bohemians iniziarono come un trio ska nei primi anni ottanta, facendosi le ossa nei locali di Elm Street, a Dallas. La formazione originale vedeva Brad Houser al basso, Eric Presswood alla chitarra, e Brandon Aly alla batteria.
Gli altri membri del gruppo sarebbero arrivati solo nel 1985. Edie ne divenne cantante dopo essere stata incitata a salire sul palco con la band nel corso di uno spettacolo (facendosi coraggio, secondo la leggenda, con l'aiuto di un bicchiere di Jack Daniel's). Subito dopo quel primo show l'agente Deanna Mercer, che stava cercando gruppi che potessero suonare nel locale Rick's Casablanca, fu portata ad ascoltare la band. Il risultato fu un ingaggio di sei mesi con Mercer ed una serie di serate al Rick's. Alla fine dei sei mesi, il gruppo decise di puntare più in alto affidandosi al manager Lon Bixby, sotto la cui gestione le serate nella zona artistica di Dallas, chiamata Deep Ellum, si susseguirono con regolarità. (D Magazine Jan, 1989). Presswood abbandonò la band e Kenny Withrow lo sostituì alla chitarra a partire dallo spettacolo dello Starck Club di Dallas nel luglio 1985, mentre nel settembre dello stesso anno John Bush si aggiunse alle percussioni. La prima esibizione del percussionista avvenne il 12 settembre al Poor David's Pub di Dallas, occasione in cui la band suonò con Bo Diddley.
I New Bohemians sono così diventati i beniamini del pubblico locale che affollava i loro concerti in ogni club dell'oggi malfamato quartiere Deep Ellum, tra i quali il Theater Gallery, il 500 Cafe, e il Club Dada. Inoltre il gruppo non mancava mai all'appuntamento annuale con i festeggiamenti della Fry Street Fair organizzata dalla University of North Texas di Denton. In questo periodo il nome di Edie Brickell non era parte integrante del nome della band. La distinzione che portò al nome con cui il gruppo divenne famoso fu un'invenzione della Geffen Records che, nel caso in cui si fosse voluta cambiare la composizione dei membri, avrebbe in questo modo fatta salva la presenza di Edie.
Negli ultimi anni prima della reunion i New Bohemians hanno pubblicato un album dal vivo e hanno ceduto l'autorizzazione alla pubblicazione dei loro vecchi brani per delle compilation. Con del materiale nuovo hanno dato vita ad una band estemporanea chiamata The Slip, nella quale è stata coinvolta anche Edie Brickell. Parte dei membri originali, però, ha deciso di dedicarsi comunque ad altri progetti.

## Formazione

### Formazione attuale
- Edie Brickell – voce
- Kenny Withrow – chitarra
- Brandon Aly – batteria
- John Bush – percussioni
- Carter Albrecht – tastiera, cori

### Ex componenti
- Brad Houser – basso, legni (deceduto nel 2023)
- Eric Presswood – chitarra
- Wes Burt-Martin – chitarra
- Matt Chamberlain – batteria
- Chris Wheatley – tastiere

## Discografia

### Album in studio
- 1988 – Shooting Rubberbands at the Stars
- 1990 – Ghost of a Dog
- 2006 – Stranger Things
- 2018 – Rocket
- 2021 – Hunter and the Dog Star

### Album dal vivo
- 1999 – The Live Montauk Sessions

### Singoli
- 1988 – What I Am
- 1988 – Circle
- 1989 – Little Miss S.
- 1990 – A Hard Rain's Gonna Fall
- 1990 – Mama Help Me